# Armorial des villes européennes
- il comporte peu ou pas de sources.
- certaines figures sont encore dans un format bitmap et doivent être vectorisées.

Cette page donne les armoiries (figures et blasonnements) des principales villes européennes.

## Allemagne

### Bade-Wurtemberg
| Blason | Nom de la ville et blasonnement |
| ------ | --- |
|        | Baden-Baden D'or à la bande de gueules, surmonté d'une couronne murale de trois tours                                                     |
|        | Fribourg-en-Brisgau D'argent à la croix de gueules                                                                                        |
|        | Friedrichshafen Parti : en 1 d'or à l'arbre de sinople, et en 2 de gueules au cor d'or et d'argent, posé en pal                           |
|        | Heidelberg De sable au lion d'or, couronné, lampassé et armé de gueules, sur trois monts de sinople                                       |
|        | Heilbronn D'or à l'aigle de sable, lampassée de gueules, au centre un écu tiercé en fasce de gueules, d'argent et d'azur                  |
|        | Karlsruhe De gueules à la bande d'or, chargée avec le mot FIDELITAS de sable, et côtoyée d'un cotice d'argent                             |
|        | Mannheim Parti, en 1 d'or au crampon de gueules, et en 2 de sable au lion à la queue fourchée d'or, couronné, lampassé et armé de gueules |
|        | Stuttgart D'or au cheval de sable |
|        | Ulm Coupé de sable et d'argent |

### Basse-Saxe
| Blason | Nom de la ville et blasonnement |
| ------ | --- |
|        | Brunswick D'argent au lion de gueules |
|        | Cuxhaven D'or au phare de sable (le « Kugelbacke »), sur une champagne ondée d'azur |
|        | Hanovre De gueules à la porte de ville ouverte d'argent, crènelée et surmontée de deux tours crènelées, les entre un lion statant d'or et en champagne un écu d'or chargé avec un trèfle de sinople                                                                       |
|        | Hildesheim Coupé : en 1 d'argent à la demi-aigle de sable, couronnée d'or, et en 2 écartelé d'or et de gueules |
|        | Lunebourg De gueules à la porte de ville ouverte d'argent, entre deux tours crènelées avec essores d'azur, surmontée par une tour du même, en champagne un écu d'or au lion d'azur, entre 10 cœurs de gueules                                                             |
|        | Oldenbourg D'or à la porte de ville ouverte de gueules, crènelée, surmontée de trois tours crènelées avec essores d'azur, en champagne un écu d'or à deux fasces de gueules                                                                                               |
|        | Osnabrück D'argent à la roue de sable |
|        | Salzgitter De gueules à un mur d'argent, surmonté par un fourneau du même et entre deux graines de blé d'or, en champagne un écu mantelé, en 1 de sinople à deux instruments du sel croisés en sautoir d'argent, et en 2 d'or à deux marteaux croisés en sautoir de sable |

### Bavière
| Blason | Nom de la ville et blasonnement |
| ------ | --- |
|        | Augsbourg Parti de gueules et d'argent, sur le tout un cône de pin de sinople sur un chapiteau du même |
|        | Bayreuth Écartelé : en 1 et 4 contre-écartelé d'argent et de sable ; en 2 et 3 d'or au lion de sable, couronné, armé et lampassé de gueules, à la bordure componée de gueules et d'argent ; sur le tout deux cors d'argent et de sable, croisés en sautoir |
|        | Cobourg D'or à la tête de Saint-Maurice de sable, portant un boucle d'oreille d'or |
|        | Donauworth D'or à l'aigle de deux têtes de sable, becquée, lampassée et armée de gueules, surmontée par une couronne de gueules et d'or, et au centre un écu d'azur chargé avec un lettre capitale W d'or                                                  |
|        | Fürth D'argent au trèfle de sinople |
|        | Garmisch-Partenkirchen Parti : en 1 d'argent à la demi-aigle de sable, lampassée, becquée et membrée de gueules, en 2 de gueules à la fasce d'argent |
|        | Ingolstadt D'argent au dragon d'azur, armé et crachant du feu de gueules |
|        | Munich D'argent au moine au naturel, habillé en sable, or et gueules, tenant un livre de gueules dans sa main gauche |
|        | Nuremberg Parti, en 1 d'or à la demi-aigle de sable, lampassée de gueules et becquée et membrée d'or, et en 2 bandé à six pièces de gueules et argent |
|        | Passau D'argent au loupe de gueules |
|        | Ratisbonne De gueules, à deux clefs croisées en sautoir d'argent |
|        | Rothenburg ob der Tauber D'argent au château de trois tours de gueules, deux crènelées |
|        | Wurtzbourg De sable à la pique en bande d'argent, avec une bannière écartelée de gueules et d'or |

### Berlin
| Blason | Nom de la ville et blasonnement                                          |
| ------ | ------------------------------------------------------------------------ |
|        | Berlin D'argent à un ours de sable en pied, lampassé et armé de gueules. |

### Brandebourg
| Blason | Nom de la ville et blasonnement |
| ------ | --- |
|        | Brandebourg-sur-la-Havel Deux armes : 1 d'argent au château de gueules, surmonté par quatre tours crènelées, essorées de sinople, sur la deuxième un écu d'argent à l'aigle de sable, et sur le troisième un écu d'argent à l'aigle de gueules; 2 d'argent au château de gueules, surmonté par cinq tours crènelées, essorées d'azur, et dans sa porte un chevalier d'argent avec un écu d'argent à l'aigle de gueules |
|        | Cottbus D'argent à la porte de ville fermée de gueules, crènelée et surmontée de quatre tours essorées, au chef un écu d'argent chargé avec un homard de gueules |
|        | Potsdam D'or à l'aigle de gueules, becquée et membrée de sable |

### Brême et Bremerhaven
| Blason | Nom de la ville et blasonnement |
| ------ | --- |
|        | Ville libre et hanséatique de Brême De gueules à la clef d'argent, posée en bande |
|        | Bremerhaven D'argent au nef de gueules, avec trois voiles, en 1 de gueules à deux coutelas croisés en sautoir d'argent, en 2 d'azur à l'ancre d'or, et en 3 de gueules à la clef d'argent, au chef d'argent une croix pâtée et alésée de gueules; tout sur une champagne ondée d'azur chargée avec un poisson d'argent |

### Hambourg
| Blason | Nom de la ville et blasonnement |
| ------ | --- |
|        | Ville libre et hanséatique de Hambourg De gueules à la porte de ville fermée d'argent, crènelée et surmontée de trois tours, celle à dextre et celle à senestre crènelées, celle médiane surmontée d'une coupole couronnée d'une croisette le tout d'argent, la croisette accostée au-dessus de chacune des deux tours crènelée d'une étoile d'argent à six rais. |

### Hesse
| Blason | Nom de la ville et blasonnement                                                         |
| ------ | --------------------------------------------------------------------------------------- |
|        | Cassel D'azure à la bande d'argent, entre treize trèfles du même                        |
|        | Darmstadt Coupé, d'or au demi-lion de gueules, et d'azur à la fleur de lis d'argent     |
|        | Francfort-sur-le-Main De gueules à l'aigle d'argent, becquée, membrée et couronnée d'or |
|        | Wiesbaden D'azur à trois fleurs de lis d'or                                             |

### Mecklembourg-Poméranie-Occidentale
| Blason | Nom de la ville et blasonnement                                                                            |
| ------ | --- |
|        | Rostock Tiercé en fasce, en 1 d'azur au griffon d'or lampassé de gueules, en 2 d'argent et en 3 de gueules |
|        | Schwerin D'azur au chevalier d'or                                                                          |

### Rhénanie-Palatinat
| Blason | Nom de la ville et blasonnement |
| ------ | --- |
|        | Coblence D'argent à la croix de gueules, sur le tout une couronne d'or |
|        | Kaiserslautern De gueules au pal d'argent, chargé avec un brochet d'azur |
|        | Ludwigshafen De gueules à l'ancre d'or |
|        | Mayence Les couleurs des armes de Mayence sont celles de l'évêque de Mayence, de gueules (rouge) et d'argent (blanc) : "De gueules à deux roues d'argent posées en barre et reliées par une croix du même" sont les armoiries de Mayence. |
|        | Trèves De gueules à un Saint-Pierre d'or, nimbé d'argent, et tenant une clef d'or dans sa main droite et un livre de gueules dans sa main gauche                                                                                          |
|        | Worms De gueules à la clef d'argent, posée en bande, et à l'étoile d'or |

### Sarre
| Blason | Nom de la ville et blasonnement |
| ------ | --- |
|        | Sarrebruck D'azur au lion d'argent lampassé de gueules, armé et couronné d'or, entre quatre croix alésées d'argent, au chef parti d'argent à la rose de gueules et d'argent à deux marteaux et deux faucilles de sable croisés en sautoir, à la bordure componée d'argent et de sable |

### Saxe
| Blason | Nom de la ville et blasonnement |
| ------ | --- |
|        | Chemnitz Parti, en 1 d'or à deux pals d'azur, et en 2 d'or au lion de sable, lampassé et armé de gueules                                                                                  |
|        | Dresde Parti, en 1 d'or au lion de sable, lampassé de gueules, et en 2 d'or à deux pals de sable                                                                                          |
|        | Görlitz Parti, en 1 d'or à l'aigle de deux têtes de sable, et en 2 de gueules au lion à la queue fourchée d'argent, couronné, lampassé et armé d'or, les deux tenant une couronne du même |
|        | Leipzig Parti, en 1 d'or au lion de sable, lampassé et armé de gueules, et en 2 d'or à deux pals d'azur                                                                                   |
|        | Plauen De gueules au château d'argent, sur le tout un écu de sable au lion d'or, surmonté par une casque d'or plumé de sinople                                                            |
|        | Zwickau Écartelé de gueules à trois cygnes d'argent, et de gueules à trois tours aussi d'argent sur une champagne ondée d'azur                                                            |

### Saxe-Anhalt
| Blason | Nom de la ville et blasonnement |
| ------ | --- |
|        | Dessau Parti, en 1 d'argent à la demi-aigle de gueules, becquée et membrée d'or, et en 2 burelé de dix pièces de sable et d'or, sur le tout un crancelin de sinople, posé en bande, à la champagne écartelée d'or et de gueules     |
|        | Halle D'argent, à deux étoiles de gueules de six pointes posées en pal et reliées par un croissant du même, à la bordure du même |
|        | Magdebourg D'argent à la porte de ville ouverte de gueules, portée d'or, crènelée et surmontée de deux tours crènelées et essorées, les entre une femme au naturel habillée en sinople, tenant une guirlande de même au dextrochère |

### Schleswig-Holstein
| Blason | Nom de la ville et blasonnement |
| ------ | --- |
|        | Kiel De gueules à la feuille d'ortie d'argent, chargée avec une barque de sable |
|        | Ville hanséatique de Lübeck D'or à l'aigle de deux têtes de sable, becquée et membrée de gueules, au centre un écu coupé d'argent et de gueules                                              |
|        | Schleswig D'azur au mur crènelé d'or et d'argent, surmonté par une tour crènelée entre une décroissant et une étoile du même ; à la champagne burelée ondée de six pièces d'azur et d'argent |

### Thuringe
| Blason | Nom de la ville et blasonnement |
| ------ | --- |
|        | Erfurt De gueules à la roue d'argent |
|        | Gera De sable au lion à la queue fourchée d'or |
|        | Iéna D'argent à un Saint-Michel d'or, d'argent et d'azur, nimbé d'or, terrassant un dragon de sinople, et tenant un écu dans sa main gauche d'or au lion de sable, en champagne un autre écu d'argent à une grappe de raisin d'azur |
|        | Weimar D'or au lion de sable lampassé de gueules, entre quatorze cœurs de gueules |

## Autriche
| Blason | Nom de la ville et blasonnement |
| ------ | --- |
|        | Graz De sinople, à la panthère d'argent, armée et couronnée d'or, crachant du feu de gueules                                                                                                  |
|        | Klagenfurt De gueules à la tour crènellée d'argent, sur une champagne de sinople, et sur le tout un dragon volant du même                                                                     |
|        | Linz De gueules à la porte de ville ouverte d'argent, surmontée de deux tours crènellées, et chargée avec un écu de gueules à la fasce d'argent, et en champagne deux divises ondées d'argent |
|        | Salzbourg Parti, en 1 d'or au lion de sable, lampassé et armé de gueules, et en 2 de gueules à la fasce d'argent                                                                              |
|        | Spital am Semmering (Styrie) De gueules à la fasce d'argent chargée de trois croisettes du champ                                                                                              |
|        | Vienne De gueules à la croix d'argent, côtoyée de même |

## Danemark
| Blason | Nom de la ville et blasonnement |
| ------ | --- |
|        | Copenhague D'argent à trois tours du même, maçonnées de gueules ajourées d'azur, celle du milieu plus haute que les deux autres, crénelée et essorée aussi d'azur et sommée d'une lune en décours d'or, ouverte du champ, coulissée de sable, défendue par un chevalier armé de toutes pièces tenant un bouclier et brandissant une épée, le tout au naturel; ladite porte surmontée d'une cartouche ovale de sable chargée d'un sigle d'or aux initiales F. 3 (qui est du roi Frédéric III); les deux tours latérales crénelées couvertes en dôme d'azur et girouettées d'une étoile d'or; le tout posé sur une mer au naturel. |

## Espagne
| Blason | Nom de la ville et blasonnement |
| ------ | --- |
|        | Alicante De gueules au château d'or sur une montagne au naturel et surmonté par une losange d'or à quatre pals de gueules, et entre quatre lettres ALLA d'argent, tout sur quatre divises ondées d'azur et d'argent                                        |
|        | Almería D'argent à la croix de gueules, à la bordure componée de 15 pièces de gueules au château d'or, d'argent au lion de gueules couronné d'or, d'or à quatre pals de gueules, d'or à l'aigle de sable, et d'argent à la grenade d'or et sinople ouverte |
|        | Badalone Écartelé d'or à deux pals de gueules et de vair en point |
|        | Barcelone Écartelé d'argent à la croix de gueules et d'or à quatre pals aussi de gueules |
|        | Bilbao |
|        | Burgos |
|        | Cadix |
|        | Carthagène D'azur au château d'or, sur une roche sur la mer au naturel, à la bordure componée de huit pièces de pourpre au château d'or, et d'argent au lion de pourpre                                                                                    |
|        | Castellón de la Plana D'or à quatre pals de gueules, sur le tout un château d'argent |
|        | Cordoue |
|        | La Corogne |
|        | Grenade |
|        | Jerez D'azur à sept burelles ondées d'argent, à la bordure componée de 14 pièces de gueules au château d'or, et d'argent au lion de pourpre couronné d'or                                                                                                  |
|        | Madrid |
|        | Malaga |
|        | Murcie |
|        | Oviedo D'azur à la croix alésée et bijoutée d'or, entre deux anges affrontés en prière d'argent, à la bordure d'argent chargée avec des mots de sable |
|        | Pampelune D'azur au lion passant d'argent, surmonté par une couronne d'or, à la bordure de gueules chargée avec une chaine d'or |
|        | Saint-Jacques-de-Compostelle |
|        | Salamanque |
|        | Santander |
|        | Saragosse De gueules au lion couronné d'or |
|        | Ségovie |
|        | Séville |
|        | Tolède |
|        | Valence D'or à quatre pals de gueules |
|        | Vigo |

## Finlande
| Blason | Nom de la ville et blasonnement |
| ------ | --- |
|        | Espoo D'azur au fer à cheval d'or, surmonté par une couronne du même.                                                                |
|        | Helsinki D'azur à la barque d'or sans gréement voguant sur des ondes d'argent mouvant de la pointe et surmontée d'une couronne d'or. |
|        | Tampere De gueules à la barre ondée accompagnée d'un marteau en chef à dextre et d'un caducée en pointe à sénestre, le tout d'or.    |
|        | Turku D'azur à la lettre gothique A d'or entre quatre fleurs de lys en croix d'argent.                                               |
|        | Vaasa De gueules au vasa de Suède d'or.                                                                                              |

## France
Pour les régions : 
Pour les départements : 
Pour les communes : 

## Irlande
| Blason | Nom de la ville et blasonnement |
| ------ | --- |
|        | Cork D'or au nef sur une mer au naturel, entre deux tours essorées de gueules sur les roches au naturel et surmontées par drapeaux d'argent au sautoir de gueules |
|        | Dublin D'azur à trois châteaux d'argent, leurs tours enflammées d'or, posés 2, 1                                                                                  |
|        | Limerick De gueules au château d'argent, avec la porte ouverte |

## Italie
| Blason | Nom de la ville et blasonnement                                     |
| ------ | ------------------------------------------------------------------- |
|        | Bari Parti d'argent et de gueules                                   |
|        | Ferrare Coupé de sable et d'argent                                  |
|        | Florence D'argent à la fleur de lys florencée de gueules            |
|        | Gênes D'argent à la croix de gueules                                |
|        | Lucques Coupé d'argent et de gueules                                |
|        | Milan D'argent à la croix de gueules                                |
|        | Modène D'or à la croix d'azur                                       |
|        | Naples Coupé d'or et de gueules                                     |
|        | Padoue D'argent à la croix de gueules                               |
|        | Parme D'or à la croix d'azur                                        |
|        | Pise                                                                |
|        | Rome De gueules à la croix alésée et les lettres SPQR en bande d'or |
|        | Sienne Coupé d'argent et de sable                                   |
|        | Turin D'azur au taureau en pied d'or                                |

## Luxembourg
Pour les villes :
Pour toutes les communes :

## Malte
Pour toutes les communes :

## Portugal
Pour les communes : 

## Tchéquie
| Blason | Nom de la ville et blasonnement |
| ------ | ------------------------------- |
|        | Brno                            |
|        | Liberec                         |
|        | Ostrava                         |
|        | Plzeň                           |
|        | Prague                          |

## Roumanie
| Blason | Nom de la ville et blasonnement |
| ------ | --- |
|        | Bucarest De gueules au saint Démétrius de carnation habillé d'or et de gueules, couvert d'un manteau d'azur, tenant en pal à dextre une pique d'argent emmanchée d'or et à senestre une croix latine d'or |
|        | Sebeș |
|        | Timișoara |

## Royaume-Uni

### Angleterre
| Blason | Nom de la ville et blasonnement |
| ------ | --- |
|        | Abingdon-on-Thames De sinople à la croix pattonée d'or accostée de quatre croix pattées d'argent |
|        | Birmingham Écartelé ; à la croix d'hermine, chargée au centre avec un mitre d'or et d'argent ; cantonné en 1 et 4 d'azur à cinq fusées accolées et posées en bande d'or ; et en 2 et 3 parti dentelé d'or et de gueules |
|        | Blackpool Fascé-ondé de sable et d'or de huit pièces, sur le tout un goéland volant d'argent ; au chef du dernier, chargé d'un foudre en pal au naturel, accosté d'un fleur de lys de gueules à dextre et d'un lion du même à sénestre |
|        | Canterbury D'argent à trois merles corniques de sable, becqués et armés de gueules, posés 2, 1 ; au chef de gueules chargé d'un léopard d'or |
|        | Coventry Parti de gueules et de sinople ; sur le tout un éléphant avec un château de trois tours sur son dos d'or |
|        | Durham De sable à la croix de gueules, bordée d'argent |
|        | Faversham De gueules à trois léopards partis d'or et d'argent, posés en pal |
|        | Grantham Échiqueté d'or et d'azur à la bordure de sable chargée de trèfles d'argent |
|        | Kingston-upon-Hull D'azur à trois couronnes posées en pal d'or |
|        | Leeds D'azur au toisson d'or, au chef de sable chargé avec trois étoiles d'argent |
|        | Leicester De gueules à la quintefeuille d'ermine |
|        | Lincoln D'argent à la croix de gueules chargée d'une fleur de lys d'or |
|        | Liverpool D'argent à un cormoran en bec un morceau d'algue, le tout au naturel |
|        | Cité de Londres D'argent à la croix de gueules et en canton une épée du même |
|        | Manchester De gueules à trois bandes d'or haussées, au chef d'argent chargé d'un navire voguant sur une mer, le tout au naturel |
|        | Newcastle upon Tyne De gueules à trois châteaux d'argent, posés 2, 1 |
|        | North Hykeham Tiercé en pal, au premier coupé en 1 d'azur aux trois fleurs de lis d'or, en 2 de gueules aux trois léopards d'or, une burelle ondée d'azur céleste brochant sur la partition ; au second d'argent aux deux moulins à vent de gueules ailés d'or ; au troisième coupé en 1 de gueules à la roue à aubes d'or, en 2 d'azur à l'arbre arraché au naturel, une burelle ondée d'azur céleste brochant sur la partition |
|        | Newark-on-Trent Fascé-ondé d'argent et d'azur de six pièces, au chef de gueules chargé d'un paon rouant au naturel, accosté d'une fleur de lys d'or à dextre et d'un léopard du même à sénestre |
|        | Norwich De gueules au château crènelé d'argent avec trois coupoles en chef, et du léopard d'or en champagne |
|        | Oxford D'argent au taureau de gueules sur trois divises ondées d'azur |
|        | Plymouth D'argent au sautoir de sinople, entre quatre châteaux de sable |
|        | Portsmouth D'azur à l'étoile à huit branches d'or en chef, et du croissant d'or en champagne |
|        | Ripon De gueules au huchet contourné d'or, lié, virolé et enguiché de sable |
|        | St Albans D'azur au sautoir d'or |
|        | Sheffield Coupé : d'azur à huit flèches versées et passées en sautoir d'argent et de sinople à trois gerbes en fasce d'or |
|        | Shrewsbury D'azur à trois faces de léopard d'or, lampassés de gueules, posées 2, 1 |
|        | Sleaford De gueules au chevron d'or chargé de trois étoiles à 6 branches rayonnantes de sable, au chef d'argent chargé de trois trèfles de sinople |
|        | Southampton Coupé : d'argent à deux roses de gueules, et de gueules à la rose d'argent |
|        | Wakefield D'azur à la fleur de lis d'hermine emplie d'or |
|        | Whitby Fascé-ondé d'argent et d'azur de dix pièces, sur le tout trois ammonites de sinople, posées 2, 1 |
|        | Woking Écartelé d'or à la fleur de lis de gueules, et de gueules à la frette d'or, sur le tout une croix fleurée brochant de l'un en l'autre |
|        | Worcester Deux armes : 1 écartelé de sable et de gueules, au château à trois tours d'argent ; 2 d'argent à la fasce de sable, entre trois poires du même |
|        | York D'argent à la croix de gueules chargée de 5 léopards d'or |

### Écosse
| Blason | Nom de la ville et blasonnement |
| ------ | --- |
|        | Aberdeen De gueules à trois châteaux d'argent, posés 2, 1, au double-tréscheur fleuronné et contre-fleuronné du même |
|        | Dundee D'azur à trois lys d'argent, dans un vase du même |
|        | Édimbourg D'argent au château de trois tours de sable, surmontées par bannières de gueules, tout sur un rocher au naturel |
|        | Glasgow D'argent à l'arbre de chêne sur un mont d'herbe, surmontée par un oiseau, une cloche pendant de ses branches, et en bas un saumon avec un anneau en bouche, le tout au naturel                                              |
|        | Perth De gueules à l'agneau pascal d'argent nimbé d'or, portant une hampe croisetée d'argent en barre de laquelle pend une bannière d'azur au sautoir d'argent, tous dans un double-tréscheur fleuronné et contre-fleuronné du même |

### Irlande du Nord
| Blason | Nom de la ville et blasonnement |
| ------ | --- |
|        | Belfast Coupé ; en 1 d'argent au pile de vair ; en 2 d'azur au nef posé sur une mer au naturel, voilé d'argent, et à deux pennons d'argent au sautoir de gueules ; sur le tout un canton de gueules à la cloche d'argent |

### Pays de Galles
| Blason | Nom de la ville et blasonnement |
| ------ | --- |
|        | Cardiff D'argent au dragon en pied de gueules, lampassé d'azur et tenant une bannière de gueules chargé avec trois chevrons d'argent, à côté d'un poireau au naturel et tous sur une champagne de sinople |
|        | Newport D'or au chevron inversé de gueules |
|        | Swansea Coupé d'azur et de fascé-ondé de six pièces d'argent et d'azur ; sur le premier un château de deux tours d'or, surmonté par un écu d'or au léopard de gueules                                     |

## Suède
| Blason | Nom de la ville et blasonnement |
| ------ | --- |
|        | Göteborg D'azur aux trois barres ondées d'argent, sur le tout un lion à la queue fourchée et couronné d'or, lampassé et armé de gueules, et tenant une épée d'or dans sa main gauche et un écu dans sa main droite d'azur chargé avec trois couronnes d'or |
|        | Helsingborg D'argent à l'église de gueules, à l'arrière d'un mur crénelé du même |
|        | Malmö D'argent à la tête de griffon de gueules, couronnée d'or |
|        | Örebro D'or à l'aigle de sable, becquée et membrée de gueules, en chef une étoile de six branches et un croissant d'azur |
|        | Stockholm D'azur à la tête du roi Saint-Eric d'or |
|        | Upsal D'azur au léopard couronné d'or |
|        | Västerås D'argent au monogramme des lettres A et M d'azur, et en champagne une rose de gueules |